# Brezje pri Dobu
Brezje pri Dobu je naselje v Občini Domžale.